# Morabidae
Morabidae är en familj av insekter. Morabidae ingår i överfamiljen Eumastacoidea, ordningen hopprätvingar, klassen egentliga insekter, fylumet leddjur och riket djur. Enligt Catalogue of Life omfattar familjen Morabidae 123 arter. 

## Dottertaxa till Morabidae, i alfabetisk ordning[1]
- Achuraba
- Achurimima
- Alatiplica
- Aliena
- Amangu
- Aruntina
- Baruca
- Biroella
- Bundinja
- Callimunga
- Callita
- Callitala
- Capsigera
- Carnarvonella
- Chinnicka
- Crois
- Culmacris
- Drysdalopila
- Filoraba
- Flindersella
- Furculifera
- Geckomima
- Georgina
- Hastella
- Heide
- Keyacris
- Malleolopha
- Micromeeka
- Moraba
- Moritala
- Namatjira
- Nanihospita
- Prorifera
- Proscopiomima
- Sicula
- Spectriforma
- Stiletta
- Swanea
- Vandiemenella
- Warramaba
- Warramunga
- Whiteacris